# Völkerschlachtdenkmal

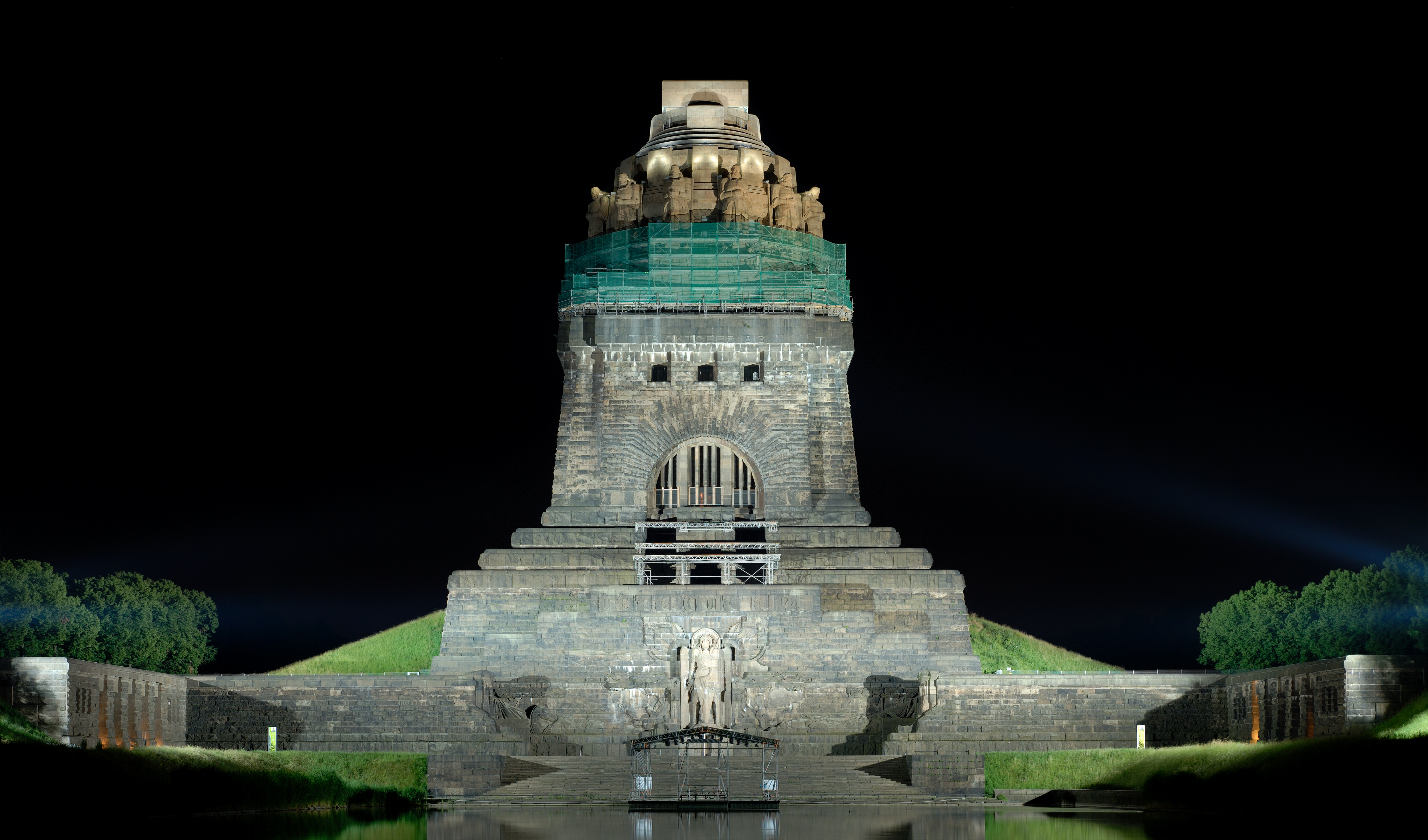
Vista nocturna.

El Völkerschlachtdenkmal (en español: Monumento a la Batalla de las Naciones) es un monumento en Leipzig, Alemania, a la Batalla de Leipzig de 1813, también conocida como «Batalla de las Naciones», en la que se enfrentaron las tropas napoleónicas a una coalición de naciones (Prusia, Rusia, Suecia y Austria). Es uno de los principales monumentos de Leipzig.

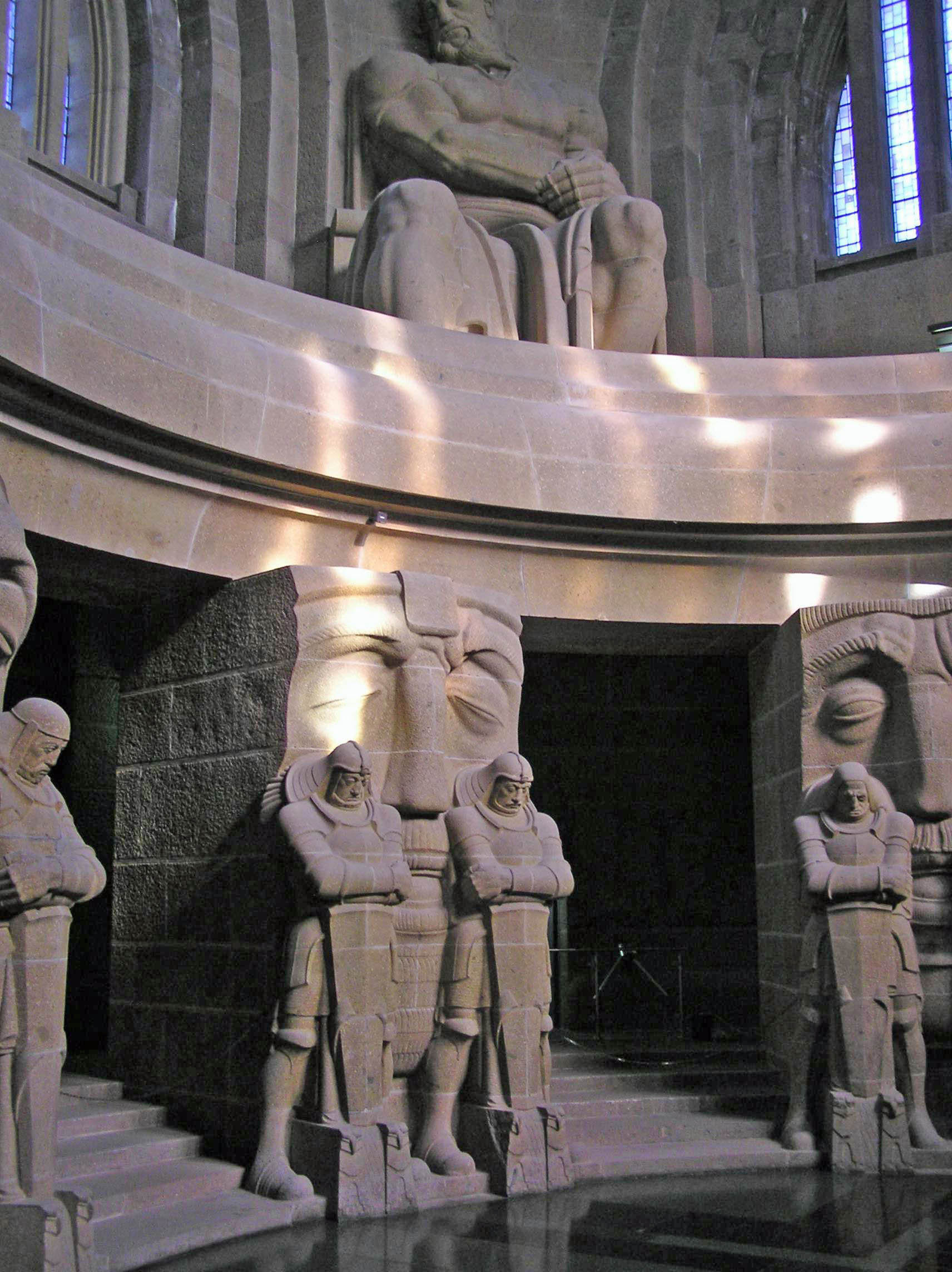
Cripta con guardianes de los muertos

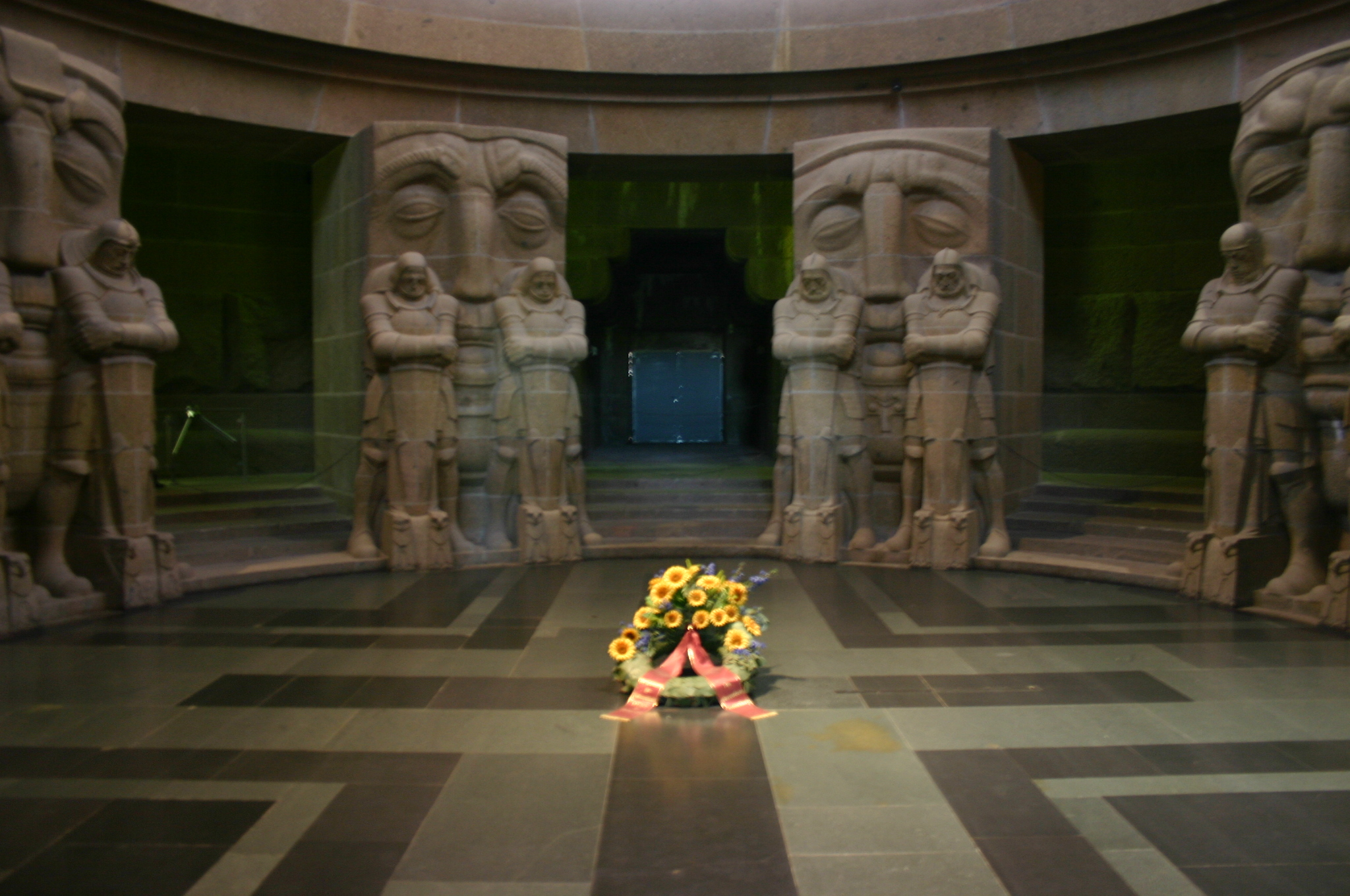
Corona de flores en medio de la cripta.

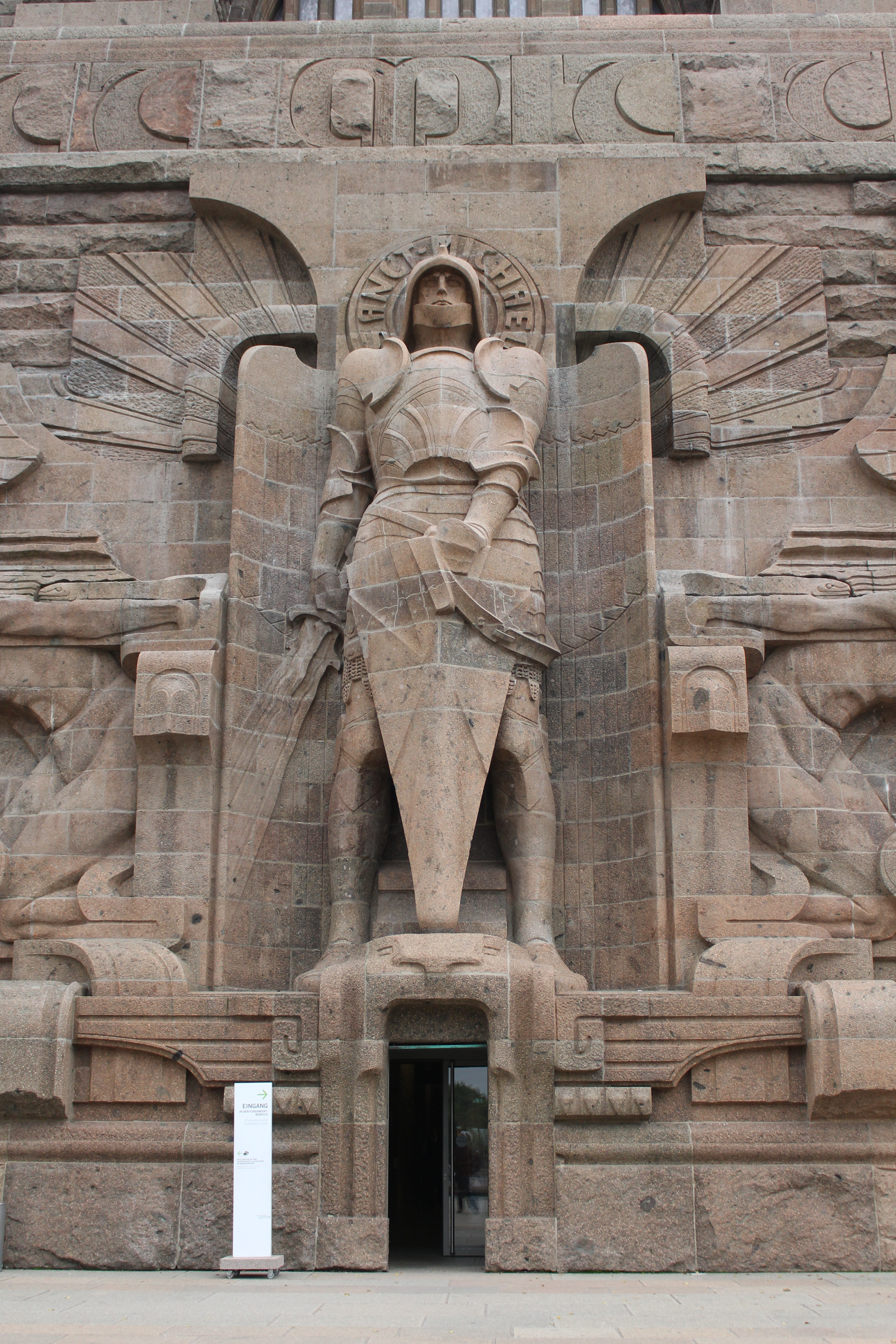
Arcángel Miguel 2016

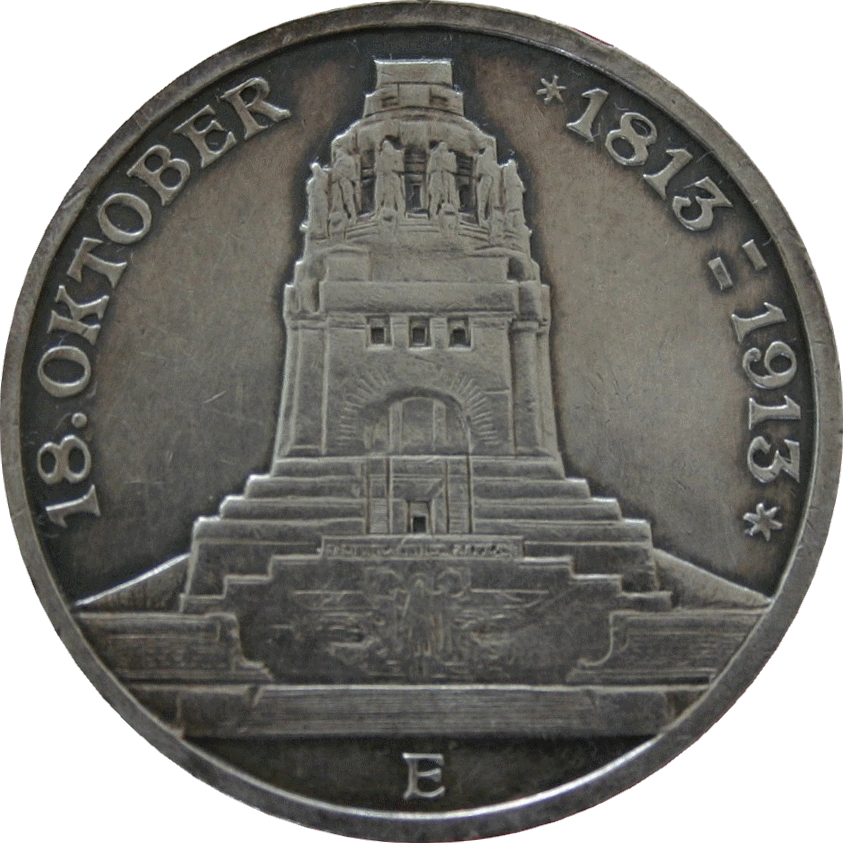
Moneda de 3 marcos de 1913.

En la batalla de las Naciones había alemanes peleando en ambos bandos, dado que las tropas de Napoleón incluían alemanes de la orilla izquierda del Rin, ocupada por los franceses, así como de la Confederación del Rin, debido al alistamiento obligatorio. El monumento conmemora la derrota de Napoleón en Leipzig. Esta batalla supuso un paso crucial hacia el fin de las hostilidades, lo que era, en esencia, una victoria para los prusianos. Además, honra a los muertos de todas las naciones involucradas, no sólo a los soldados alemanes.
La estructura mide 91 metros de altura. Tiene más de 500 escalones que ascienden hacia la plataforma superior, en la parte más alta del monumento, desde donde se contemplan unas vistas espectaculares de la ciudad y sus afueras. La estructura está hecha de hormigón, recubierta con placas de granito.
Financiado enteramente por donaciones particulares y por una lotería independiente del Estado, el monumento fue completado en 1913 para el centenario de la batalla. El Káiser Guillermo II estuvo presente en la inauguración, pero solo como invitado, ya que no habló.
El monumento es considerado uno de los mejores ejemplos de la arquitectura guillermina, con muchos elementos masónicos. Se dice que está erigido en el sitio de la batalla más sangrienta, donde Napoleón vio aniquilado a su ejército. El arquitecto del monumento fue Bruno Schmitz, y las figuras esculpidas, incluyendo los gigantescos Totenwächter ('Guardianes de los muertos', de 5,5 metros), son obra del escultor Franz Metzner. Las obras se prolongaron a lo largo de 15 años, bajo la dirección del arquitecto local Clemens Thieme.
Enfrente del monumento hay un lago artificial rectangular que simboliza la sangre y lágrimas derramadas durante la guerra contra Napoleón. Aunque el monumento tiene un estilo nacionalista y populista, que hizo que fuera explotado por los nazis como lugar de reunión, pues Hitler lo escogió como lugar habitual para sus discursos cuando se encontraba en Leipzig, es en realidad una cripta funeraria, desprovista, salvo por la imagen del Arcángel Miguel, del carácter heroico y agresivo de otros monumentos semejantes.
Durante el período comunista que gobernó la Alemania Oriental, el Gobierno de la República Democrática Alemana no estaba seguro de permitir que se demoliera el monumento, por cuanto que simbolizaba el nacionalismo del período del Imperio Alemán. Finalmente se decidió que el monumento siguiera en pie, ya que representaba también una batalla en la que rusos y alemanes pelearon juntos contra un enemigo común. De este modo el monumento adquirió un nuevo significado como representativo de la «Hermandad armada ruso-alemana» (Deutsch-russische Waffenbrüderschaft).
El monumento ha sido restaurado actualmente en 2013, con motivo del segundo centenario de la batalla.
El monumento de la Batalla de las Naciones está ubicado al sudeste de Leipzig y se puede llegar hasta allí con las líneas 15 y 2 de tranvías (parada: Völkerschlachtdenkmal).